# Merkaz Chever
Merkaz Chever (hebrejsky מֶרְכַּז חֶבֶר, anglicky Merkaz Hever, v oficiálním seznamu sídel Hever) je vesnice typu společná osada (jišuv kehilati) v Izraeli v bloku vesnic Ta'anach, v Severním distriktu, v Oblastní radě Gilboa.

## Geografie
Leží v jižní části zemědělsky intenzivně obdělávaného Jizre'elského údolí, v nadmořské výšce 69 metrů. Západně od obce prochází potok Kišon, do kterého od jihozápadu ústí vádí Nachal Zavdon a Nachal Ta'anach.
Vesnice je situována 35 kilometrů jihozápadně od Galilejského jezera, 28 kilometrů západně od řeky Jordánu, cca 6 kilometrů jižně od města Afula, cca 70 kilometrů severovýchodně od centra Tel Avivu a cca 40 kilometrů jihovýchodně od centra Haify. Merkaz Chever obývají Židé, přičemž osídlení v tomto regionu je ryze židovské. Výjimkou jsou vesnice Sandala a Mukejbla cca 5 kilometry jihovýchodním směrem, které obývají izraelští Arabové.
Obec leží 3 kilometry severně od Zelené linie, která odděluje Izrael od okupovaného Západního břehu Jordánu. Od Západního břehu Jordánu byla tato oblast počátkem 21. století oddělena izraelskou bezpečnostní bariérou.
Merkaz Chever je na dopravní síť napojen pomocí severojižní lokální silnice číslo 6724 a východozápadního tahu lokální silnice číslo 675.

## Dějiny
Merkaz Chever byl založen v roce 1958 jako součást bloku plánovitě zřizovaných zemědělských vesnic Ta'anach – חבל תענך (Chevel Ta'anach). Tento blok sestává ze tří takřka identicky rozvržených shluků zemědělských vesnic, které jsou vždy seskupeny po třech s tím, že v jejich geografickém středu se nachází čtvrtá vesnice, jež plní střediskové funkce. Merkaz Chever leží v prostřední z těchto tří skupin a je střediskovou obcí pro vesnice Adirim, Dvora a Barak. Tato skupina bývá někdy nazývána Chever.
Obec poskytuje některé střediskové funkce pro okolní vesnice, zejména v oblasti školství a zdravotní péče. V minulosti poskytovala i společné služby farmářům jednotlivých mošavů, ale po ekonomické krizi mošavů koncem 20. století byla organizace farmářských aktivit decentralizována.
S tím, jak upadala původní koordinace aktivit v rámci celé skupiny vesnic Chever se Merkaz Chever stávala postupně samostatnou zemědělskou obcí, která prošla stavební expanzí. Vyrostlo zde v první etapě 90 nových domů. V obci je k dispozici zdravotní středisko, plavecký bazén, sportovní areály, obchod a synagoga. Dále je tu základní škola a zařízení předškolní péče o děti.

## Demografie
Obyvatelstvo Merkaz Chever je smíšené, tedy sekulární i nábožensky založené. Podle údajů z roku 2014 tvořili naprostou většinu obyvatel v Merkaz Chever Židé (včetně statistické kategorie "ostatní", která zahrnuje nearabské obyvatele židovského původu ale bez formální příslušnosti k židovskému náboženství).
Jde o menší sídlo vesnického typu s dlouhodobě stagnující populací. K 31. prosinci 2014 zde žilo 399 lidí. Během roku 2014 populace stoupla o 1,3 %.
| Rok            | 1961 | 1972 | 1983 | 1995 | 2001 | 2003 | 2004 | 2005 | 2006 | 2007 | 2008 | 2009 | 2010 | 2011 | 2012 | 2013 | 2014 |
| -------------- | ---- | ---- | ---- | ---- | ---- | ---- | ---- | ---- | ---- | ---- | ---- | ---- | ---- | ---- | ---- | ---- | ---- |
| Počet obyvatel | 20   | 40   | 49   | 163  | 332  | 357  | 382  | 382  | 389  | 406  | 423  | 377  | 355  | 390  | 389  | 394  | 399  |